# Michaił Sałtykow
Michaił Iwanowicz Sałtykow (ros. Михаил Иванович Салтыков, ur. 8 listopada 1906 we wsi Lisawino w guberni włodzimierskiej, zm. 1 listopada 1975 w Moskwie) – radziecki polityk, ludowy komisarz/minister przemysłu leśnego ZSRR (1942-1947).
1931 został członkiem WKP(b) i dyrektorem zakładów leśnych w obwodzie moskiewskim, 1932-1937 studiował w Akademii Leśno-technicznej im. Kirowa w Leningradzie. Od listopada 1937 do lutego 1938 instruktor i kierownik wydziału szkół komitetu rejonowego WKP(b) w Leningradzie, następnie zarządzał zakładami leśnymi w Archangielsku. Od lutego 1939 do maja 1940 ludowy komisarz przemysłu leśnego Rosyjskiej FSRR, od kwietnia 1940 do sierpnia 1942 I zastępca ludowego komisarza przemysłu leśnego ZSRR, w tym od 17 listopada 1941 do 19 sierpnia 1942 p.o. komisarza, następnie ludowy komisarz przemysłu leśnego ZSRR; od 15 marca 1946 do 12 marca 1947 minister przemysłu leśnego ZSRR. Od kwietnia 1947 do lipca 1952 dyrektor Akademii Leśno-Technicznej im. Kirowa w Leningradzie, w czerwcu 1952 wykluczony z partii i wkrótce pozbawiony stanowiska i prawa pracy w akademii. Od kwietnia 1953 do września 1954 kierownik warsztatu i główny inżynier w fabryce mebli nr 2 w Moskwie, 1954 ponownie przyjęty do partii, od września 1954 do maja 1962 kierownik katedry organizacji produkcji, dziekan wydziału ekonomicznego Instytutu Leśno-Technicznego w Moskwie, od 1956 kandydat nauk ekonomicznych, później docent i profesor. Od maja 1962 do marca 1970 kierownik Wydziału Leśnego i Inżynieryjnego Państwowego Komitetu Rady Ministrów ZSRR ds. Kooperacji Prac Naukowo-Badawczych/Państwowego Komitetu Rady Ministrów ZSRR ds. Nauki i Techniki. Następnie na emeryturze. Deputowany do Rady Najwyższej ZSRR 2 kadencji. Odznaczony Orderem Lenina.